# Arenostola deserticola
Arenostola deserticola är en fjärilsart som beskrevs av Otto Staudinger 1900. Arenostola deserticola ingår i släktet Arenostola och familjen nattflyn. Inga underarter finns listade i Catalogue of Life.